# DB Cargo Schweiz
Die DB Cargo Schweiz GmbH ist die Schweizer Tochtergesellschaft der grössten europäischen Güterbahn DB Cargo AG. Das Unternehmen ging 2007 als Railion Schweiz GmbH aus der Brunner Railway Services GmbH hervor. Das Unternehmen wurde im Februar 2009 zu DB Schenker Rail Schweiz GmbH umbenannt, 2016 zum heutigen Namen.

## Geschichte
Im grenzüberschreitenden Verkehr mit der Schweiz kooperierte die damalige Railion Deutschland AG (später DB Schenker Rail, heute DB Cargo) seit der 2001 mit der BLS Cargo, an der sie mit 45 % des Kapitals bis Ende 2014 beteiligt war. Aufgrund der sogenannten Basisvereinbarung zwischen SBB und BLS von 2001, führt die BLS Cargo in der Schweiz keinen Einzelwagenladungsverkehr durch. Nach der Übernahme der Brunner Railway Services GmbH in Dietlikon konnte Railion Deutschland auch ohne den Partner BLS Cargo im Einzelwagenladungsverkehr zwischen Deutschland und der Schweiz tätig werden. Damit endete auch die Partnerschaft der Railion mit SBB Cargo im Einzelwagenladungsverkehr.
Mit der Gründung der XRail Allianz im Februar 2010 einigten sich 7 Europäische Güterbahnen darauf, darunter auch die damalige DB Schenker Rail Deutschland AG und SBB Cargo AG, dass die Einzelwagenladungsnetze zukünftig wieder ausschliesslich durch die jeweiligen Heimbahnen betrieben werden. Damit wurden die Aktivitäten von DB Schenker Rail Schweiz GmbH im Einzelwagenladungsverkehr in der Schweiz eingestellt. Innerhalb des Europäischen Netzwerkes der DB Cargo Gruppe erhielt deren Schweizer Tochterunternehmen neue Aufgaben, insbesondere im Auf- und Ausbau von internationalen Ganzzugsverkehren im Import und Export von und nach der Schweiz bis hin zu Anschlussgleisbedienungen auf verschiedenen Industriegeleisen innerhalb der Schweiz.
Anfang Januar 2015 verkaufte die DB Schweiz Holding AG die 45-prozentige Beteiligung an der BLS Cargo wieder an die BLS AG. Der Aktienverkauf wird als Folge der Verlagerung von 5000 DB-Transitzügen von der BLS Cargo an die SBB Cargo zum Fahrplanwechsel 2013/14 angesehen.

## Dienstleistungen
In Zusammenarbeit mit anderen Unternehmen der DB Cargo führt die DB Cargo Schweiz vor allem internationale Transporte durch. Dazu gehören der alpenquerende Transitverkehr via Lötschberg und Gotthard sowie der Transitverkehr für die Red Bull GmbH zwischen den Grenzbahnhöfen Buchs SG und Basel RB.
Das Unternehmen besitzt kein Ausbesserungswerk.